# Хорсесшу Лејк (Арканзас)
Хорсесшу Лејк (енгл. Horseshoe Lake) град је у америчкој савезној држави Арканзас.

## Демографија
По попису из 2010. године број становника је 292, што је 29 (-9,0%) становника мање него 2000. године.
| Група             | 2000.       | 2010.       |
| Белци             | 303 (94,4%) | 264 (90,4%) |
| Афроамериканци    | 17 (5,3%)   | 11 (3,8%)   |
| Азијати           | 0 (0,0%)    | 0 (0,0%)    |
| Хиспаноамериканци | 1 (0,3%)    | 8 (2,7%)    |
| Укупно            | 321         | 292         |